# Robert Cullen
Robert Cullen (Japans: カレン・ロバート, Karen Robāto) (Tsuchiura, 7 juni 1985) is een voormalig Japans profvoetballer die als aanvaller speelde.

## Loopbaan
Cullen startte met voetballen bij Kashiwa Reysol. Hij ging naar Jubilo Iwata in 2004 en maakte daar op 5 maart 2004 zijn profdebuut tegen Oita Trinita. Aanvakelijk werd hij vaak gebruikt als reserve. Later brak hij echter door en hij speelde bijna altijd in de opstelling van Jubilo. Hij speelde met bekende aanvallers zoals Masashi Nakayama en Toshiya Fujita. In 2010 trok hij naar tweedeklasser Roasso Kumamoto nadat hij bij Jubilo te weinig aan spelen toekwam.
Eind 2010 trainde hij mee met de Nederlandse eredivisieclub VVV-Venlo. Daar overtuigde hij de technische staf dusdanig, dat de clubleiding hem een contract tot medio 2013 aanbood. Cullen zette op 14 januari 2011 zijn handtekening. In het seizoen 2012/13 speelde hij met de voetbalnaam Bobby. In januari 2014 vertrok hij naar Suphanburi FC in Thailand. In 2015 ztte hij zijn carrière voort in Zuid-Korea bij Seoul E-Land FC.
Cullen heeft een Noord-Ierse vader en een Japanse moeder. In 2005 vroeg hij het Japans staatsburgerschap aan, en verkreeg dat (om in het Japans voetbalelftal te kunnen spelen).

## Clubstatistieken
| Seizoen | Club                     | Competitie                                | Competitie | Competitie | Beker | Beker | Internationaal1 | Internationaal1 | Overig2 | Overig2 | Totaal | Totaal |
| Seizoen | Club                     | Competitie                                | Wed.       | Dlp.       | Wed.  | Dlp.  | Wed.            | Dlp.            | Wed.    | Dlp.    | Wed.   | Dlp.   |
| ------- | ------------------------ | ----------------------------------------- | ---------- | ---------- | ----- | ----- | --------------- | --------------- | ------- | ------- | ------ | ------ |
| 2003    | Municipal Funabashi H.S. |                                           | —          | —          | 3     | 0     | —               | —               | —       | —       | 3      | 0      |
| 2004    | Júbilo Iwata             | J-League                                  | 9          | 0          | 0     | 0     | 2               | 1               | 4       | 0       | 15     | 1      |
| 2005    | Júbilo Iwata             | J-League                                  | 31         | 13         | 2     | 1     | 5               | 1               | 2       | 0       | 40     | 15     |
| 2006    | Júbilo Iwata             | J-League                                  | 23         | 5          | 2     | 0     | —               | —               | 5       | 0       | 30     | 5      |
| 2007    | Júbilo Iwata             | J-League                                  | 26         | 7          | 1     | 2     | —               | —               | 4       | 2       | 31     | 11     |
| 2008    | Júbilo Iwata             | J-League                                  | 16         | 4          | 1     | 1     | —               | —               | 3       | 3       | 20     | 8      |
| 2009    | Júbilo Iwata             | J-League                                  | 4          | 0          | 3     | 1     | —               | —               | 1       | 0       | 8      | 1      |
| 2010    | Júbilo Iwata             | J-League                                  | 1          | 0          | 0     | 0     | —               | —               | 0       | 0       | 1      | 0      |
| 2010    | Roasso Kumamoto          | J2 League                                 | 18         | 3          | 1     | 0     | —               | —               | —       | —       | 19     | 3      |
| 2010/11 | VVV-Venlo                | Eredivisie                                | 15         | 2          | 0     | 0     | —               | —               | 4       | 2       | 19     | 4      |
| 2011/12 | VVV-Venlo                | Eredivisie                                | 28         | 3          | 1     | 0     | —               | —               | 0       | 0       | 29     | 3      |
| 2012/13 | VVV-Venlo                | Eredivisie                                | 26         | 2          | —     | —     | —               | —               | 2       | 0       | 28     | 2      |
| 2014    | Suphanburi FC            | Thai League 1                             | 22         | 7          | —     | —     | —               | —               | 0       | 0       | 22     | 7      |
| 2015    | Seoul E-Land FC          | K League 2                                | 34         | 2          | 3     | 0     | —               | —               | 1       | 0       | 38     | 2      |
| 2016    | NorthEast United FC      | Indian Super League                       | 8          | 0          | —     | —     | —               | —               | —       | —       | 8      | 0      |
| 2018/19 | Leatherhead FC           | Isthmian Football League Premier Division | 8          | 3          | 2     | 0     | —               | —               | —       | —       | 10     | 3      |
| Totaal  | Totaal                   | Totaal                                    | 269        | 51         | 19    | 5     | 7               | 2               | 26      | 7       | 322    | 65     |

1Internationale officiële wedstrijden, te weten AFC Champions League.
2Overige officiële wedstrijden, te weten J-League Cup en Play-offs.

## Erelijst
- 2005: beste jonge speler uit de J-League